# Montagne della Duchessa
Le Montagne della Duchessa (o Monti della Duchessa) sono un sottogruppo montuoso dei Monti del Cicolano, in territorio laziale orientale (basso Cicolano - provincia di Rieti), al confine con l'Abruzzo ad est (catena del Sirente-Velino - gruppo del Monte Velino - Marsica - provincia dell'Aquila), interamente comprese nel territorio del comune di Borgorose (Valle del Salto), presentando diverse cime montuose che superano i 2000 m di quota. Al suo interno è istituita la Riserva regionale Montagne della Duchessa.

## Storia

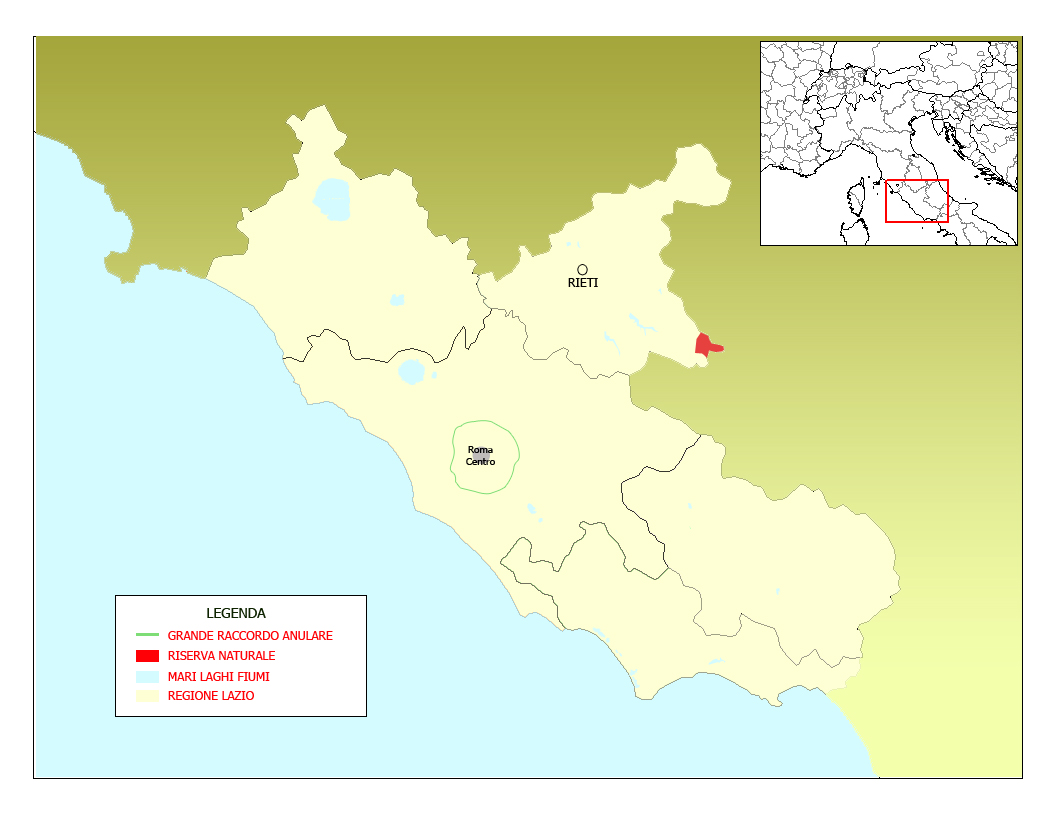
Mappa di localizzazione dell'area montana all'interno della regione Lazio

Il nome "Montagne della Duchessa" fu coniato dall'ingegnere bolognese Francesco De Marchi nel XVI secolo in omaggio a Margherita d'Austria, duchessa di Parma e Piacenza, duchessa di Leonessa e duchessa di Cittaducale.  Il toponimo originario (da Aequicolanus) deriva invece dai suoi antichi abitanti, gli Equi, etnia appartenente al gruppo osco-umbro. Le loro tracce si rinvengono negli "oppida" di Monte Frontino, a 1167 m sopra Santo Stefano di Corvaro, di Colle Civita, a 951 m sopra al cimitero di Spedino, di Castelluccio, a 932 m sopra la località di Ville.
Numerosi segni con epigrafi sparse qua e là per il territorio, resti di età romana in località Colle Pezzuto e Campo di Mezzo, testimoniano la romanizzazione avvenuta tra il IV secolo a.C. e il III secolo a.C.. L'emergenza archeologica più importante è il tumulo funerario di Corvaro, ricadente in località Montariolo, il cui arco cronologico va dalla fine del IX secolo a.C. al II secolo a.C., I secolo a.C.. Gli scavi realizzati fino ad oggi hanno portato alla luce alcune centinaia di tombe. Una necropoli simile (ma più piccola) a quella di Corvaro è stata individuata e parzialmente scavata nella Riserva. Non lontano dal tumulo di Corvaro, in località Sant'Erasmo, era presente un'area sacra con una sorgente alle cui acque venivano attribuite proprietà taumaturgiche.
Nel medioevo si diffuse nella zona il benedettino che, sostenuto dai longobardi prima e dai franchi poi, diede un forte impulso alle attività economiche e trovò il centro di maggior rilievo nella chiesa di Sant'Anatolia. Importanti romitori punteggiano le pendici della Duchessa: l'eremo di San Costanzo a Bocca di Teve e l'eremo di San Leonardo nel vallone di Fua. Le invasioni dei Saraceni favorirono la costruzione di castelli, tanto che verso la fine del X secolo nel Cicolano se ne contavano una trentina.

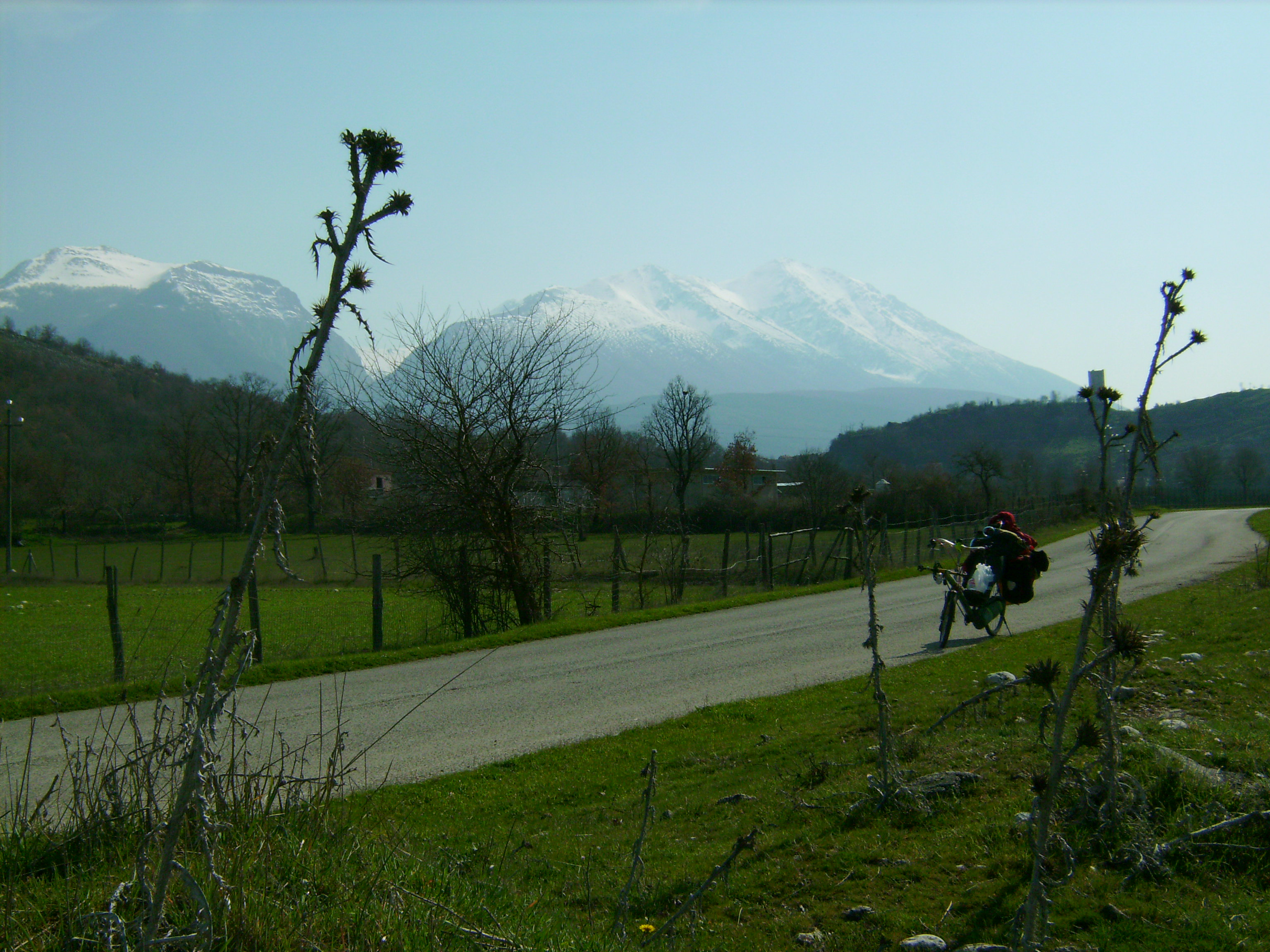
Monti della Duchessa (sx) e Monte Velino (dx), viste da Torano di Borgorose

I castelli di Collefegato (presso l'attuale Borgorose) e Corvaro hanno storie parallele che, spesso, si sovrappongono come quando, agli inizi del Quattrocento, Re Ladislao li inserì in un unico contado insieme ad altri castelli. Il contado di Corvaro, di cui per primo fu investito Bonomo da Poppleto, passò successivamente ai Mareri ed in seguito fu inserito nella contea marsicana di Albe insieme a Sant'Anatolia, Castelmenardo, Spedino e Latuschio e Torano, possesso dapprima degli Orsini e poi dei Colonna. Il castello di Collefegato rimase alla famiglia Mareri fino al XVII secolo. L'importanza di Corvaro nel medioevo è testimoniata dalla presenza di un convento francescano, probabilmente costruito nel 1236, del quale si hanno ancora oggi i resti poco fuori dal centro abitato: ad esso si lega la tradizione del "santo cappuccio" che, si ritiene nella credenza popolare, appartenesse a San Francesco. Con l'avvento di Napoleone e l'abolizione dei feudi, l'intero Cicolano passò al distretto di Cittaducale e, nel 1927, fu aggregato alla Provincia di Rieti.

## Geografia fisica
Fanno parte della dorsale centrale dell'appennino abruzzese e chiudono verso est quella parte della Valle del Salto che, sormontata nord-ovest dal Monte Nuria, è denominata Cicolano, confluendo a sud nella catena del Sirente-Velino. Con una lunghezza complessiva di circa 10 km, geomorfologicamente fanno parte del settore nord-occidentale del gruppo del Sirente-Velino dell'appennino abruzzese e comprendono diverse cime che raggiungono e superano i 2000 metri: il Costone (2.239 m), Murolungo (2.184 m), Cima Algadaca (1.948 m), Monte Morrone) (2.141 m), Cima ZIS (2.130 m), Punta dell'Uccettù (2.004 m), Monte Ginepro (1.934 m) e Monte Cava (2.000 m), poste lungo lo spartiacque appenninico e solcate da valli, anche profonde tra cui la Valle di Teve, che le separa dal massiccio del Monte Velino, il Vallone di Fua, il Vallone del Cieco,  la Valle Amara e la Valle dell'Asino. I versanti occidentali, sebbene a più elevato dislivello e scoscesi, sono meno aspri e selvaggi dei rispettivi versanti orientali per effetto dell'erosione dei ghiacci nelle ere geologiche passate.

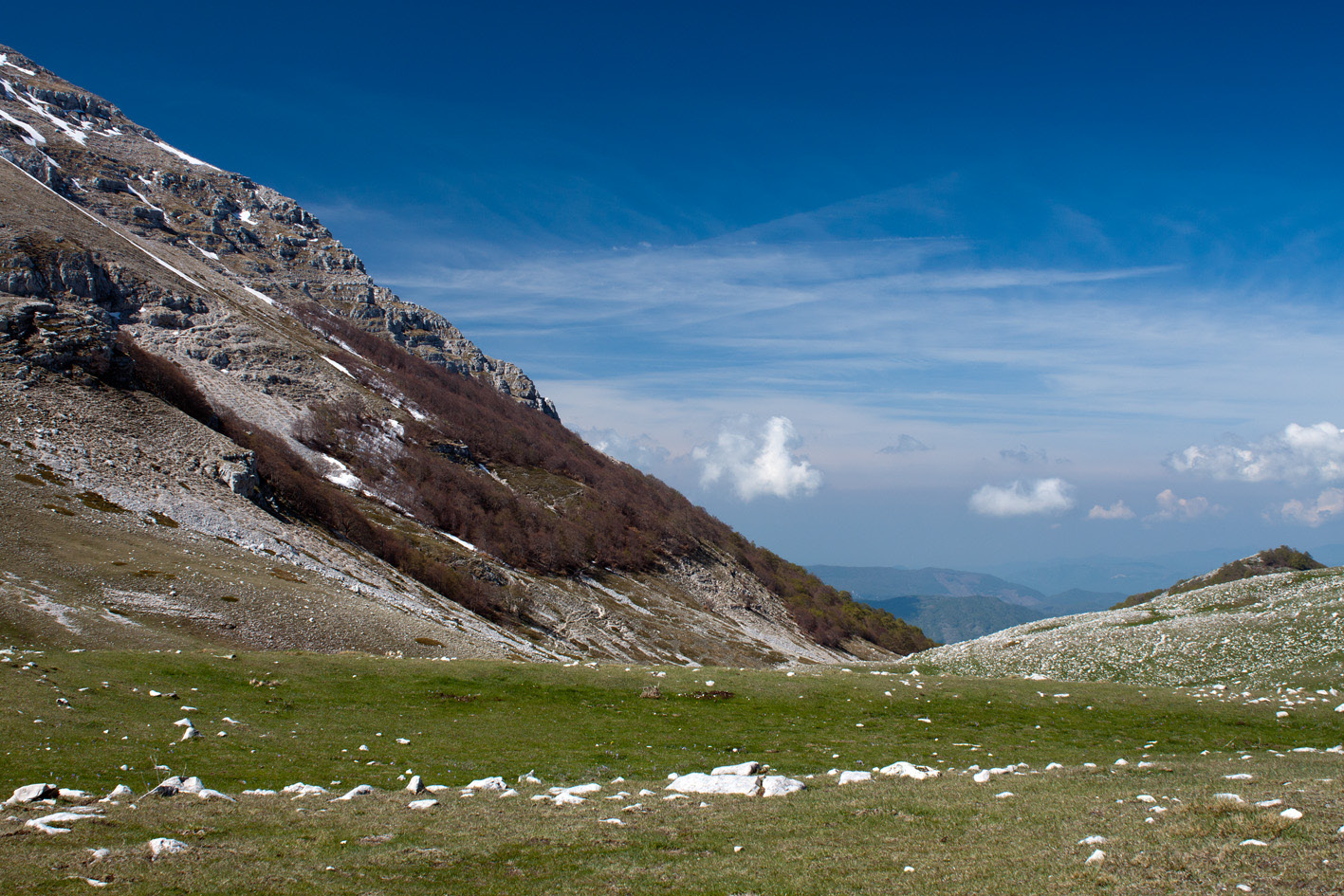
Inizio del Vallone di Fua

### Geologia
L'intera superficie della Riserva Naturale è caratterizzata da un dominio di piattaforma carbonatica costituito da formazioni calcaree di vario tipo (Cretaceo Medio - Superiore). Alle quote più basse, queste tipologie si identificano con depositi detritici di origine fluviale molto permeabili; a quote maggiori sono presenti depositi morenici di origine glaciale e formazioni mioceniche di origine marina (vicinanze del Lago della Duchessa). Nel Wurmiano due grosse lingue glaciali erano presenti dal Piano della Duchessa fino a una quota di 1500 m e in Valle Amara fino a 1450 m.
Depositi bauxitici con spessore molto variabile testimoniano un fenomeno di emersione risalente al Cretaceo Inferiore (Coppo Dei Ladri, Monte Cava, Fonte La Vena).
I fenomeni di carsismo, legati alla natura calcarea del substrato, hanno creato particolari geoforme epigee e ipogee. Le forme epigee (dolina carsica) si presentano come concavità del terreno più o meno profonde; al loro interno sussistono condizioni microclimatiche diverse da quelle esterne con il verificarsi del fenomeno dell'inversione termica cui corrisponde anche l'inversione della vegetazione, come si osserva al Cau di Cartore.

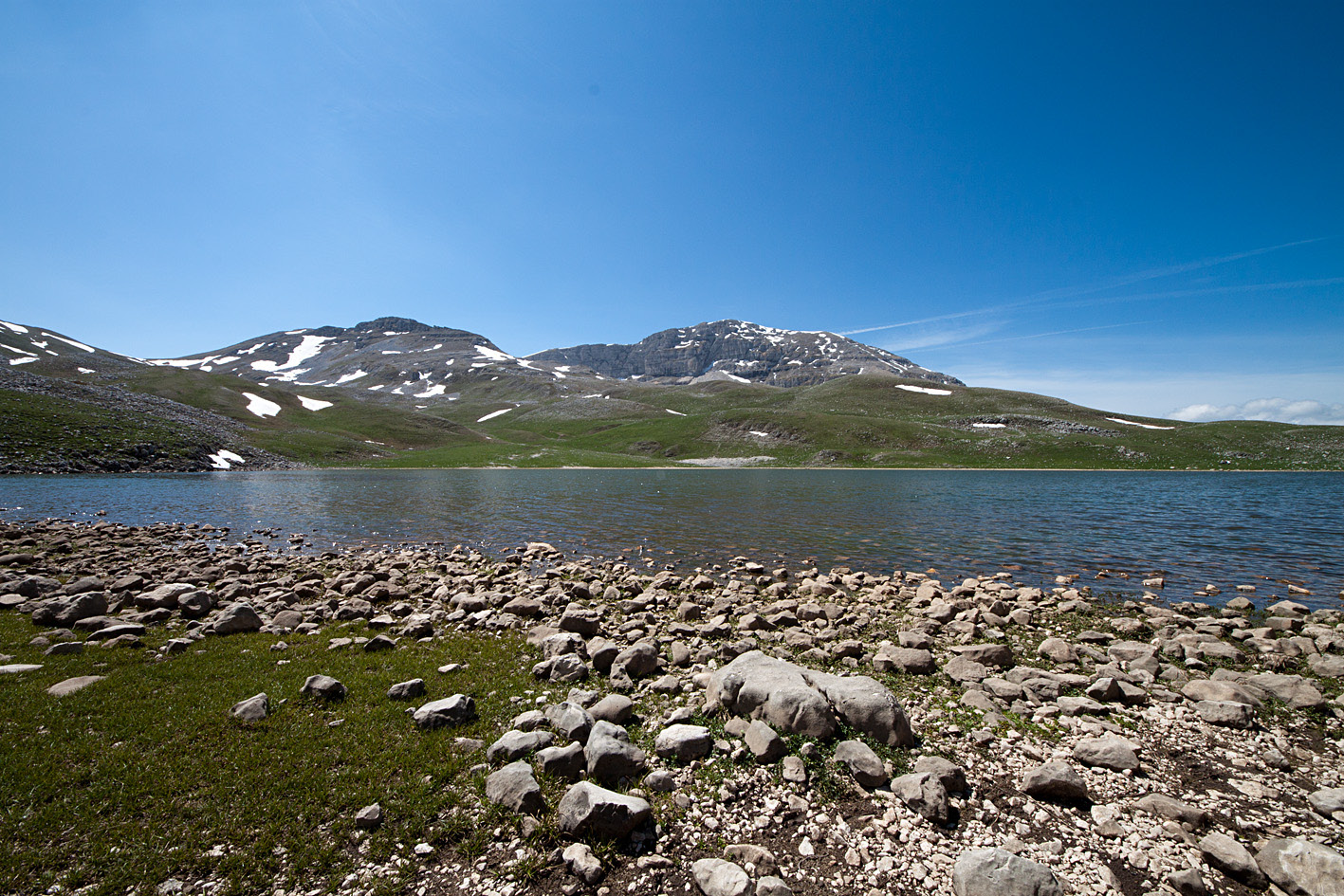
Lago della Duchessa

Le forme ipogee più comuni sono grotte e inghiottitoi, profonde buche in cui si incanala l'acqua di superficie. Nella Riserva sono presenti due inghiottitoi attivi, l'uno in Val di Teve, l'altro lungo la sponda settentrionale del lago. In corrispondenza dell'attuale lago, che occupa una conca di origine glaciale, i fenomeni carsici hanno causato la formazione di due doline; esse determinano la caratteristica forma «a otto» del bacino lacustre. In generale i complessi litologici affioranti nella Riserva sono ascrivibili a due litologie prevalenti: 
- complessi ad alta permeabilità per carsismo e fratturazione;
- complessi a permeabilità da media ad alta per porosità (Valle Amara, circondario del Lago).

La conformazione morfologica che ne deriva è caratterizzata da: 
- valli a forma di "U" (alta Valle di Teve), con versanti levigati dallo scorrimento dei ghiacci;
- valli a forma di "V", caratteristiche delle incisioni di tipo torrentizio, formanti un paesaggio rupestre ricco di fenomeni carsici (bassa Valle di Teve, Vallone di Fua, Vallone del Cieco, Valle Amara, Valle dell'Asino).

Le Montagne della Duchessa (Monte Cava, Monte Morrone e Murolungo), assieme alla vetta del Velino, sono ben visibili dai quartieri est e sud della Capitale specie durante le limpide giornate invernali dove appaiono innevate.

### Lago della Duchessa

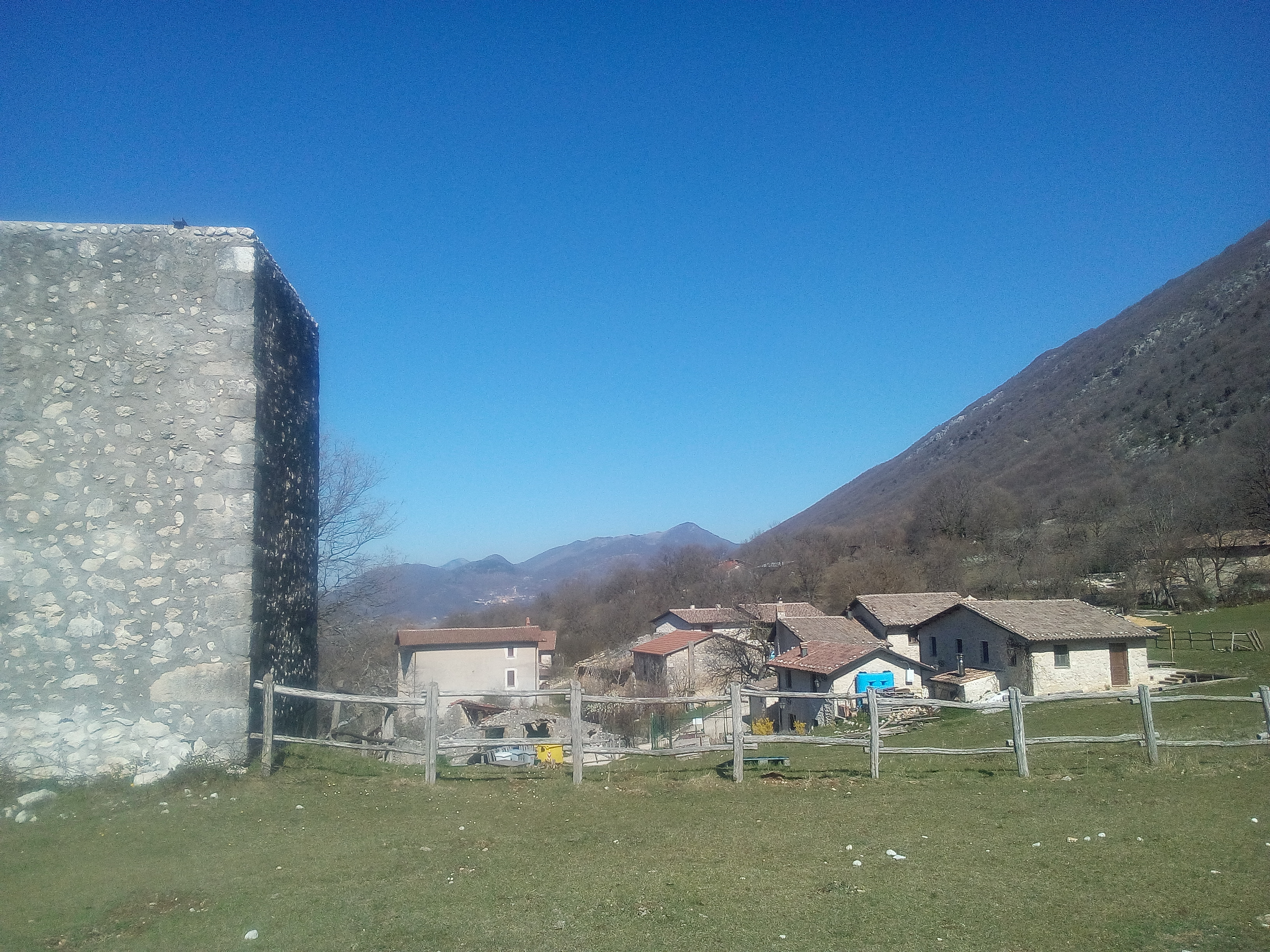
Scorcio del borgo di Cartore, ai piedi del gruppo montuoso

Il Lago della Duchessa è uno dei punti di attrazione del parco, anche per la sua posizione panoramica. Si trova a 1788 m s.l.m. tra le pareti di roccia delle montagne del Murolungo (2184 m) e del Monte Morrone (2141 m) e una zona prativa che d'estate si ricopre di ranuncoli ed è il rifugio del tritone crestato.
Il lago, privo di immissari, è lungo 400 m e largo 150 m, e presenta variazioni di livello dovute al suo essere alimentato solo dalle precipitazioni e dallo scioglimento delle nevi. La sua forma sembra indicativa di un'antica fusione tra due doline. I media lo resero noto per un falso comunicato di depistaggio delle BR del 1978 nel caso del sequestro di Aldo Moro.

### Clima
I parametri climatici presentano delle difformità data l'estensione altitudinale della Riserva che varia da quote intorno agli 800 m fino a quote massime superiori ai 2200 m.  Le temperature medie oscillano tra 4 e 7 °C nelle fasce altimetriche più elevate e passano a 10-12 °C nelle aree di fondovalle (media del mese più caldo è di circa 24 °C mentre la temperatura media del mese più freddo è di circa 6 °C.).
L'andamento delle precipitazioni (così come registrato dalla stazione meteorologica di Avezzano) assume invece due diverse tipologie: 
- tipo mediterraneo con valori massimi in autunno e subordinatamente in primavera;
- tipo continentale con precipitazioni ben distribuite in inverno ed estate. Precipitazioni nevose vengono registrate anche nel mese di marzo e aprile.

Mediamente la piovosità annua si attesta intorno ai 1000–1200 mm alle alte quote, mentre a fondovalle si registra una piovosità di circa 700 mm; anche le precipitazioni medie del trimestre estivo, ben distribuite (circa un terzo di quella annua) non fanno pensare ad un periodo di aridità prolungato.

## Ambiente

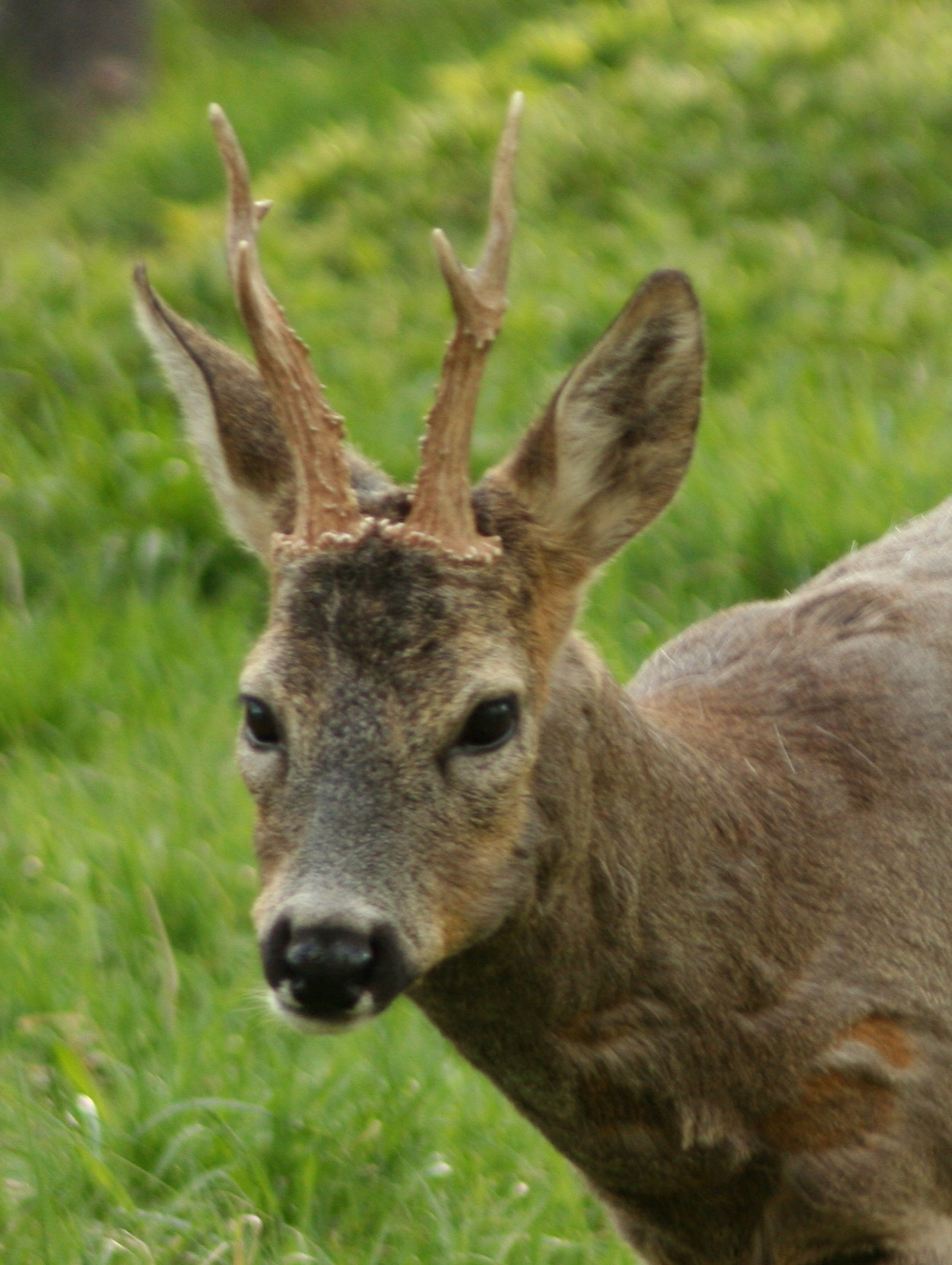
Capriolo nella riserva

### La Riserva regionale
La riserva naturale regionale Montagne della Duchessa è un'area naturale protetta situata nel territorio montuoso dei Monti della Duchessa, interamente compreso nel territorio del comune di Borgorose, nel Cicolano, in provincia di Rieti. Il confine orientale e meridionale della riserva coincide con quello regionale della limitrofa regione Abruzzo, sovrapponendosi a quello del Parco naturale regionale Sirente-Velino, assieme al quale protegge un unicum ecologico rappresentativo dell'ecosistema appenninico. La riserva è estesa per circa 3500 ettari ed è stata istituita con la legge Regionale 70/90, che rientra nel sistema delle Aree Protette della Regione Lazio.

## Turismo
L'area si presta facilmente all'escursionismo, allo sci escursionismo, allo scialpinismo e alle ciaspolate, complessivamente durante tutto l'anno.

### Accessibilità
La zona montana è accessibile dall'uscita autostradale dell'A24 Roma-Teramo presso lo svincolo autostradale di Valle del Salto, attraverso i vari centri abitati di Borgorose oppure dalla medesima uscita della Strada statale 578 Salto Cicolana.

## Galleria d'immagini

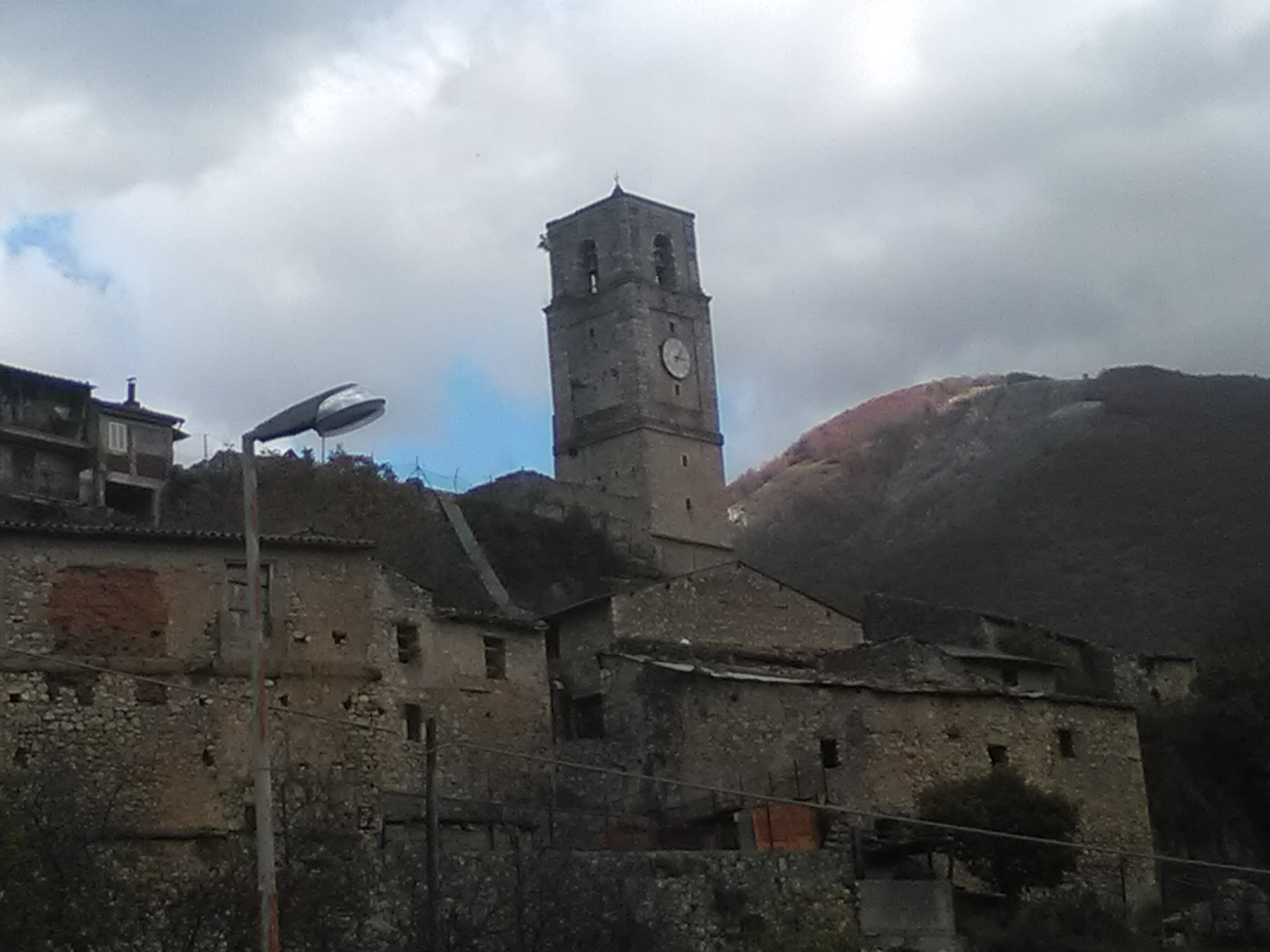
Corvaro (Borgorose)
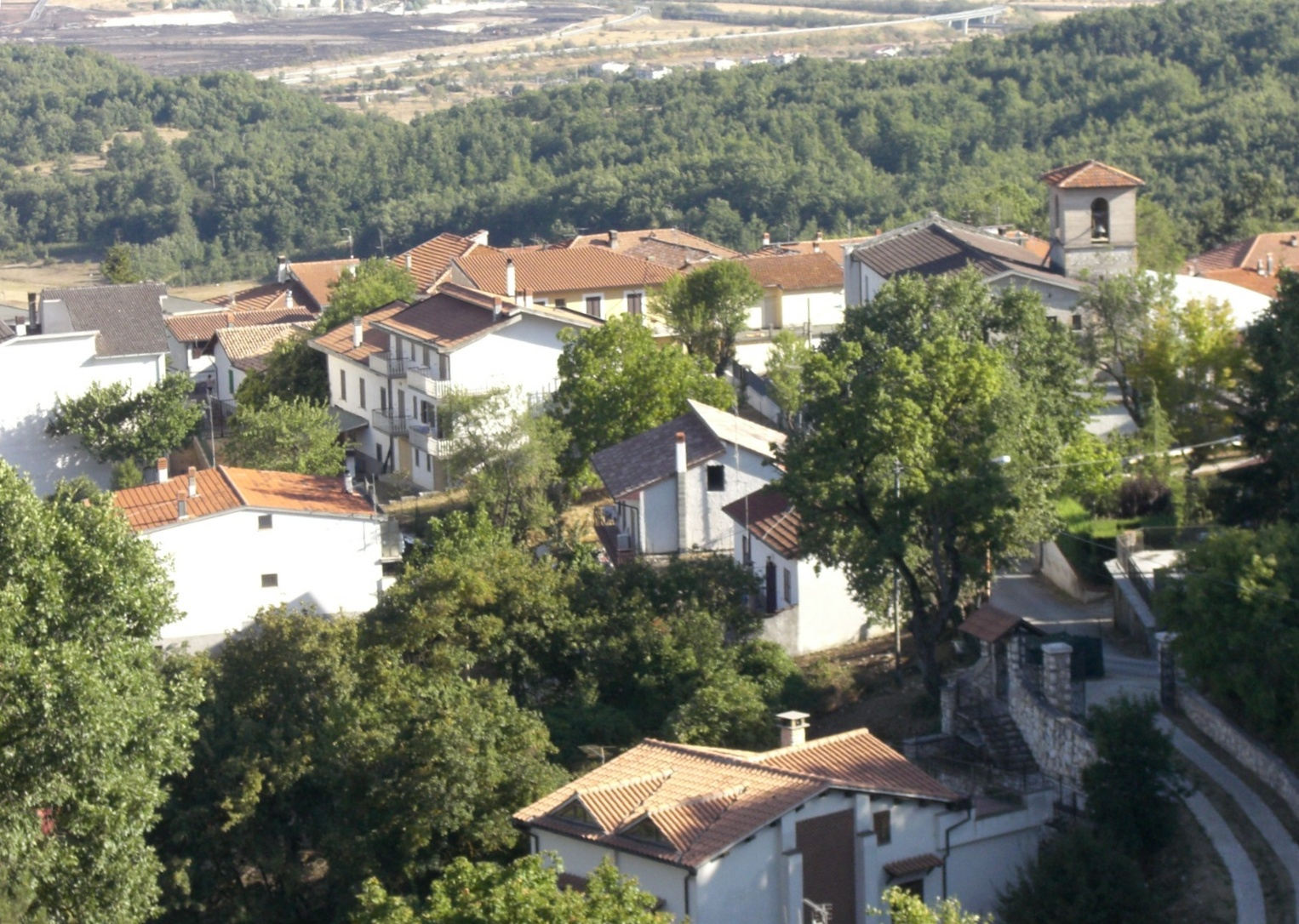
Spedino (Borgorose)
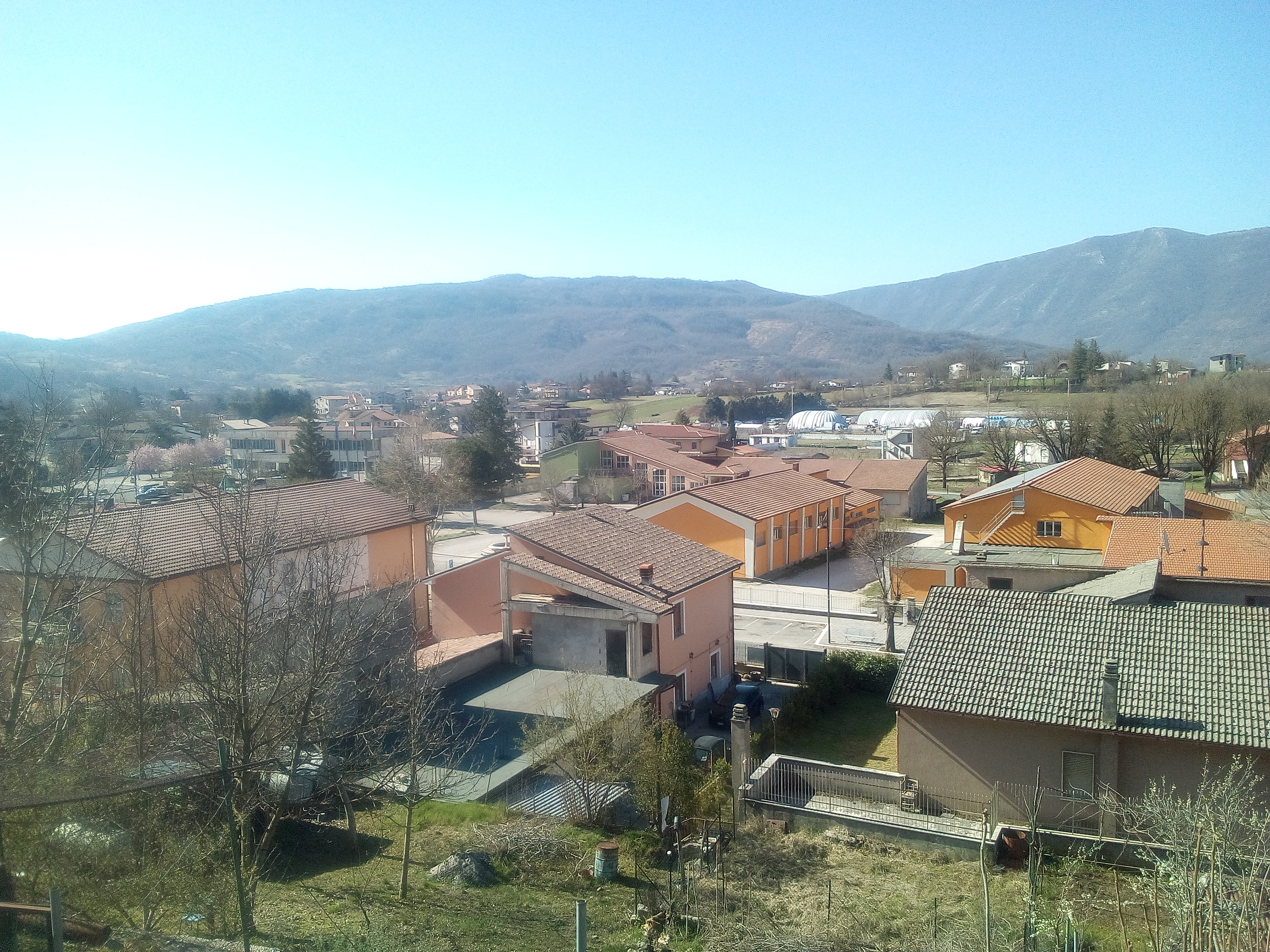
Borgorose
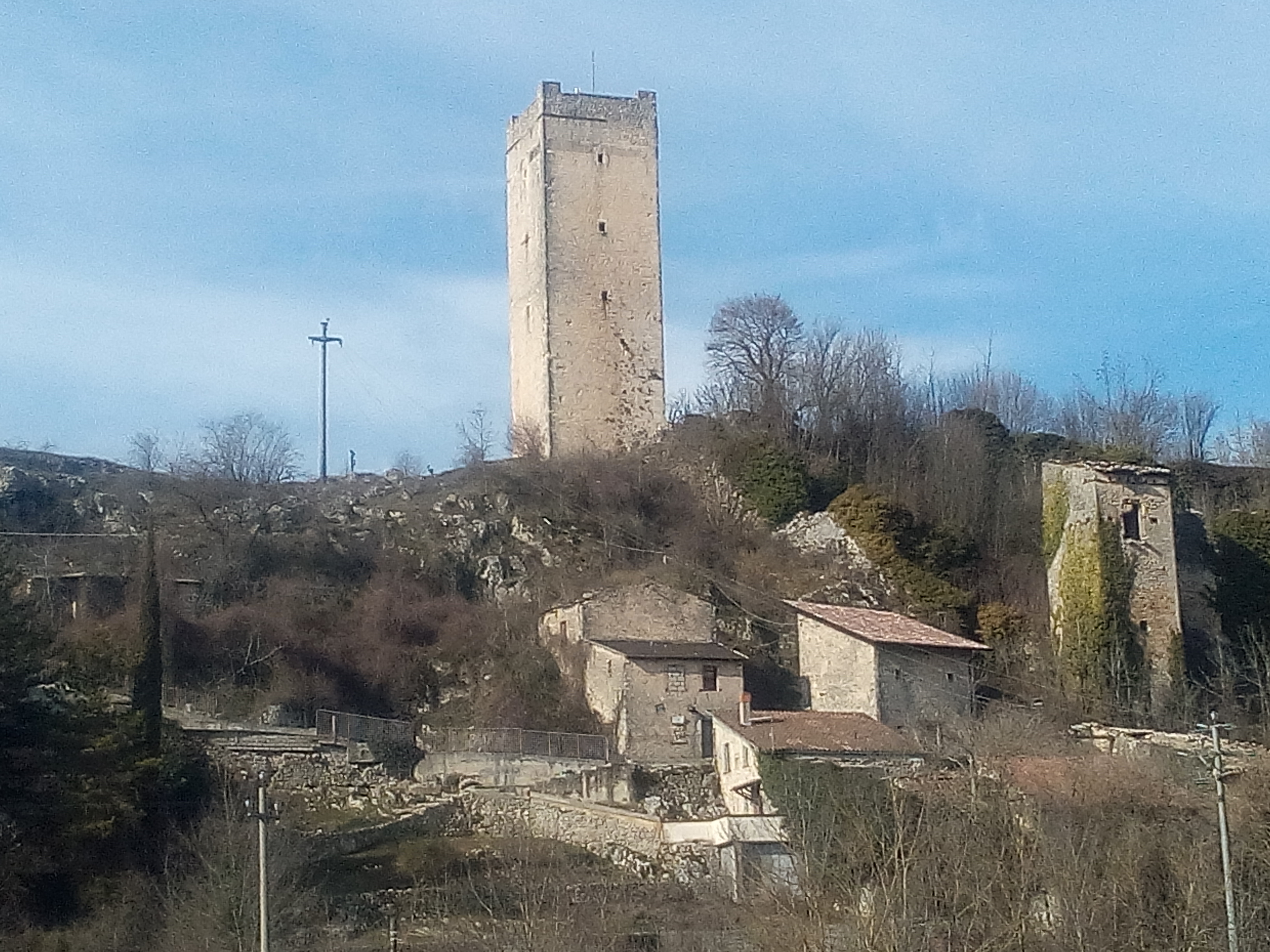
Torano (Borgorose)
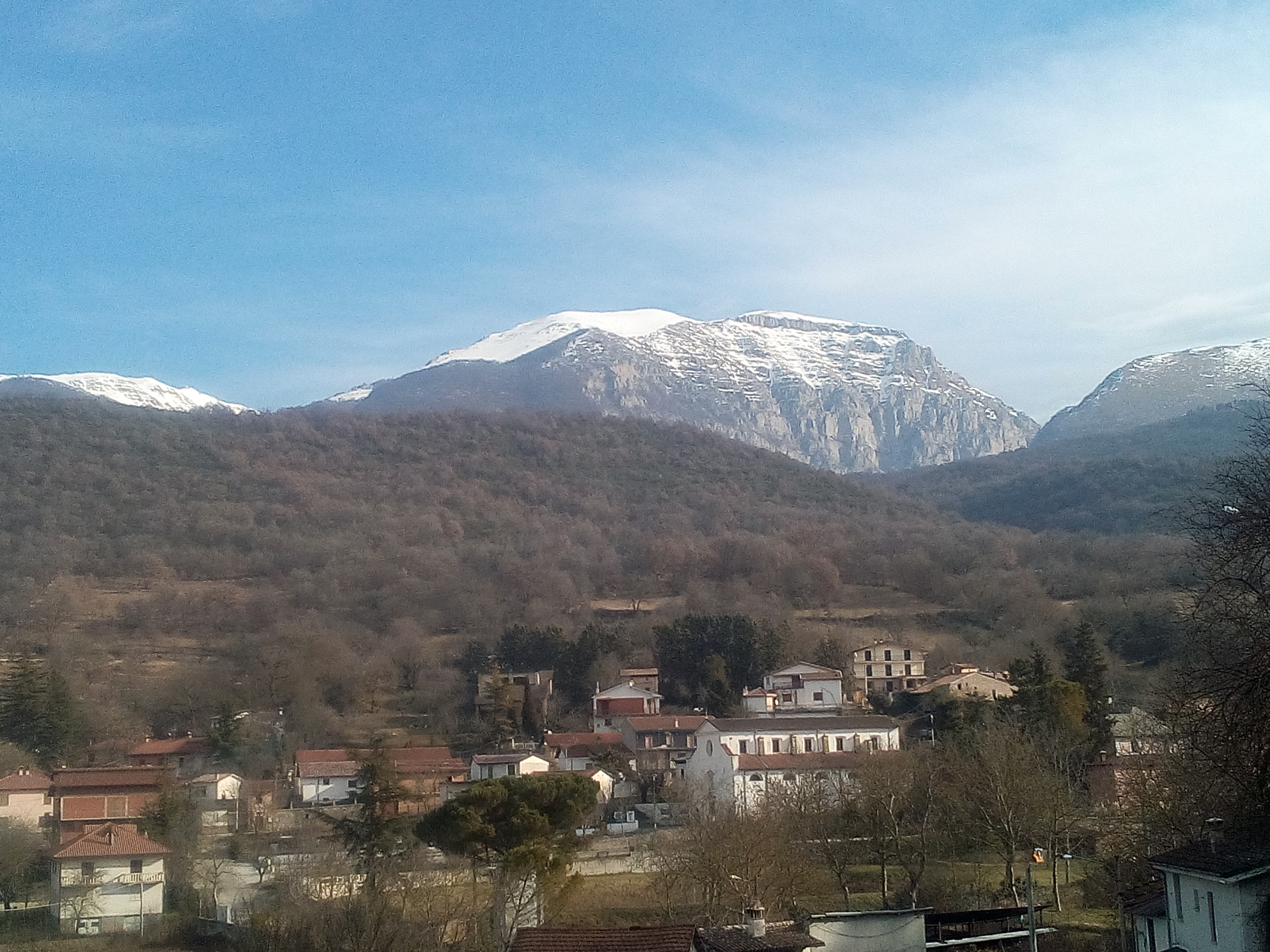
Sant'Anatolia (Borgorose)
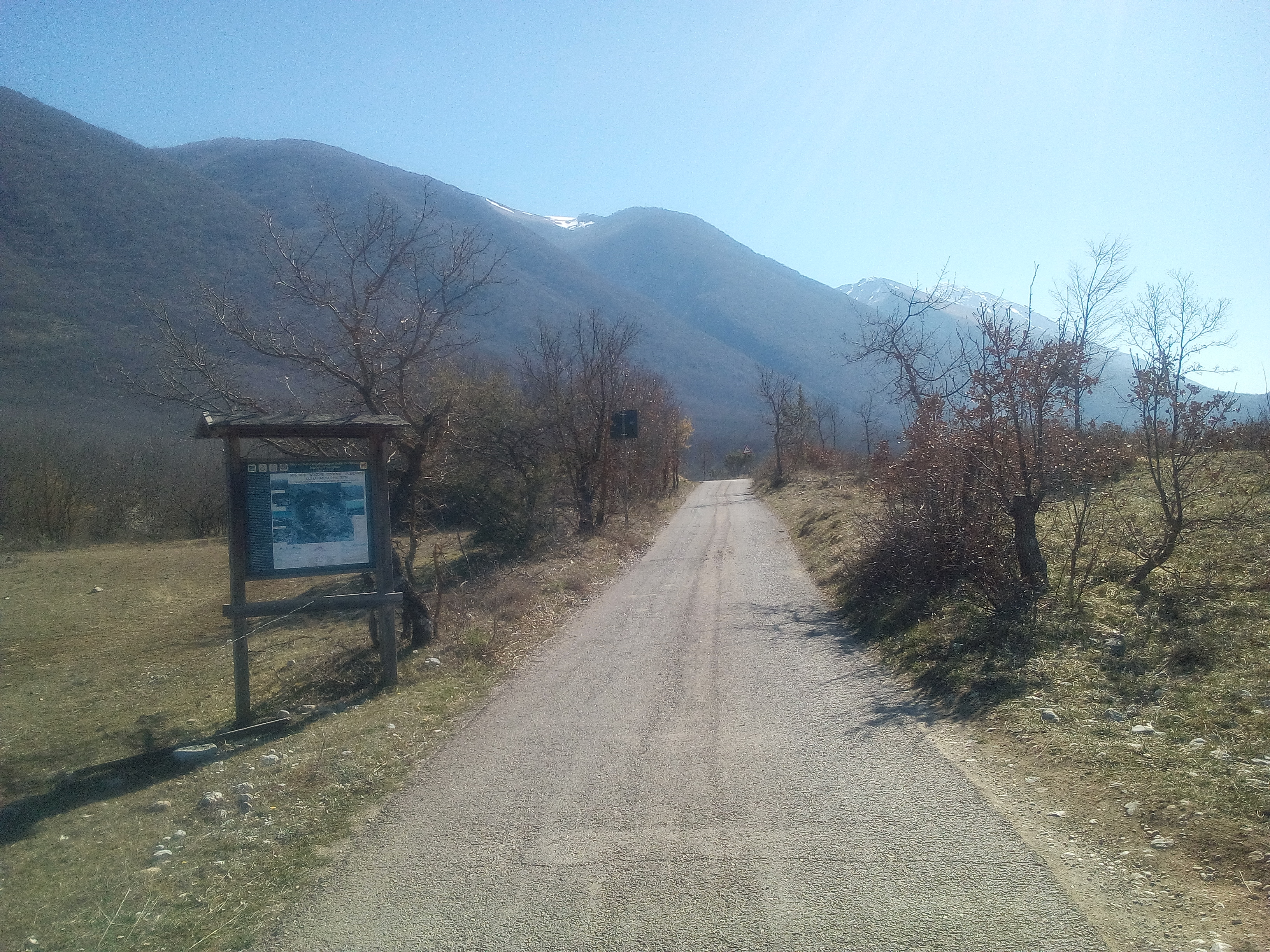
Accesso alla riserva da Cartore